# Pritaneo militar de Kati

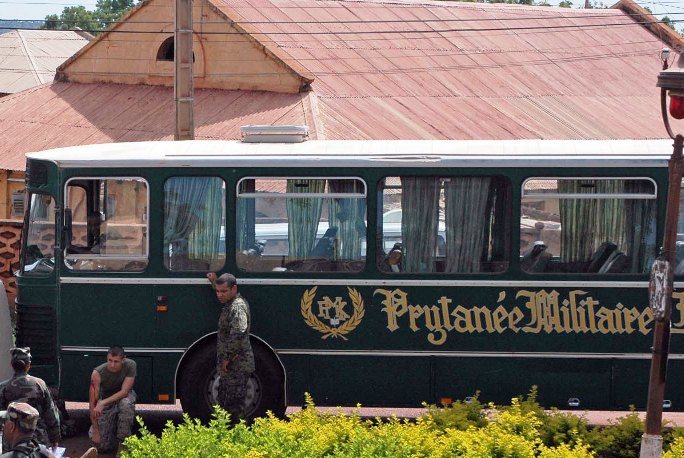
Un autobús PMK en 2008.

El pritaneo militar de Kati (PMK) es una escuela militar de Malí de "excelencia" ubicada en el campamento militar Soundiata-Keïta en Kati en la periferia de la capital, Bamako. Se trata de una selecta escuela pública que forma desde secundaria hasta el bachillerato con el grado de sargento. Desde 1994 acepta alumnado extranjero y desde 1998 acepta a mujeres. También acepta alumnado extranjero. Ofrece formación académica, militar y deportiva.

## Historia
El pritaneo militar de Kati sustituyó a la escuela de "Enfants de Troupe", establecida en 1923 por Francia durante la época colonial inspirado en el Pritaneo Nacional Militar. La escuela militar fue disuelta en 1960, tras la independencia de Malí.
El establecimiento fue creado por un decreto interministerial n°16/MDN/CM/MEN del 3 de enero de 1980 y abrió sus puertas el 16 de noviembre de 1891 con 30 alumnos, la primera promoción, que eran todos malienses.
El establecimiento fue recuperado en 1981 por el general y dictador Moussa Traoré "por nostalgia y voluntad de excelencia" -ha explicado el coronel-mayor Issa Ould Issa, director de la escuela de 1987 a 2003- ya que Traoré fue uno de sus antiguos alumnos. En 1994 empezaron a aceptarse alumnos extranjeros, por lo que además de malienses hay alumnado de Burkina Faso, Camerún, Costa de Marfil, Guinea-Conakry, Niger, Senegal, Chad y Togo. Las primeras niñas se incorporaron en 1998 convirtiendo el pritaneo militar en una escuela mixta. En 2014 la escuela estaba dirigida por el coronel Drissa Keita.

## Educación
El profesorado de la escuela está seleccionado entre los mejores del país. También el alumnado debe superar una estricta selección. De mil solicitudes anuales se acepta a menos de cincuenta menores. Los profesores son enviados a ciudades de todo el país para apoyar la selección aunque el establecimiento no se ha librado de las acusaciones de clientelismo, especialmente tras la caída de Moussa Traoré.
Los niños y niñas no tienen más de 13 años cuando llegan y la formación dura 6 años. El Estado se hace cargo de todos los gastos: vivienda, escolaridad, alimentación, salud, vestimenta, e incluso les aporta un poco de dinero para gastos de cada mes. Al final, el apoyo material de un alumno durante los seis años de escolaridad cuesta aproximadamente 15 millones de francos CFA (aproximadamente 23.000 euros) para el Estado.
La escuela tiene la mejor tasa de aprobados de bachillerato de todo el país: 46,36 % en 2014, que es casi el triple de la media nacional.
Aproximadamente el 15 % de los estudiantes son aceptados en la Escuela de oficiales de Koulikoro según las necesidades expresadas por el Ministerio de Defensa.

## Funcionamiento
El PMK depende tanto de este último, para el presupuesto y entrenamiento militar, como del Ministerio de Educación Nacional, para el programa educativo y la contratación de profesores.

## Otros datos
Sadio Camara, director de la institución en 2020 fue uno de los líderes del golpe de Estado en Malí de 2020. Fue nombrado ministro de Defensa del gobierno de transición el 5 de octubre de 2020.